# Ałowsza
Ałowsza (lit.: Alaušo ežeras) – jezioro na Litwie, w okręgu uciańskim. Maksymalna głębokość 42 m, na jeziorze znajdują się dwie wyspy o łącznej powierzchni 5,3 ha. Długość linii brzegowej 22 km, powierzchnia zlewni 52 km².